# クリスチャン・ペロンヌ
クリスチャン・ペロンヌ（フランス語: Christian Perronne、1955年3月19日 - ）は、フランスの医師、教授。
日本においては、しばしばクリスチャン・ペローネとも表記される。
熱帯病と新興感染症を専門とし、2016年まで公衆衛生高等評議会感染症委員会委員長を務めた。

## 来歴
| サブスタブ | この項目は、まだ閲覧者の調べものの参照としては役立たない、書きかけの項目です。この項目を加筆・訂正などしてくださる協力者を求めています。このテンプレートは分野別のサブスタブテンプレートやスタブテンプレート（Wikipedia:分野別のスタブテンプレート参照）に変更することが望まれています。 |